# Тјрија
Тјрија је насеље у Италији у округу Ористано, региону Сардинија.
Према процени из 2011. у насељу је живело 106 становника. Насеље се налази на надморској висини од 36 м.